# Zaire
Zaire (AFI: /ʣaˈire/) o Repubblica dello Zaire è stato il nome dell'attuale Repubblica Democratica del Congo. La denominazione Zaire fu istituita per volere di Mobutu Sese Seko e durò dal 27 ottobre 1971 al 17 maggio 1997.

## Storia

### Il colpo di Stato di Mobutu
Il generale Mobutu divenne presidente della Repubblica Democratica del Congo nel 1965 tramite un colpo di Stato. Nel 1971, in nome dell'autenticità, decise di cambiare nome a se stesso (da "Joseph-Désiré Mobutu" a "Mobutu Sese Seko Koko Ngbendu Wa Zabanga") e al paese, che fu ribattezzato Repubblica dello Zaire dal nuovo nome dato al fiume Congo, Zaire, derivante dalla parola "Nzeri", che viene a sua volta da una voce dialettale locale "Nzadi", che significa "fiume". Mobutu, inoltre, modificò tutti i toponomi stranieri (Léopoldville divenne Kinshasa, Stanleyville divenne Kisangani, Élisabethville divenne Lubumbashi) e impose agli abitanti di assumere nomi africani e di indossare gli abiti tradizionali in luogo di quelli occidentali.

### La politica
Lo Zaire era una repubblica a partito unico (il Movimento Popolare della Rivoluzione, che seguiva l'ideologia del Mobutismo). Sebbene fosse diventato un monopartitismo de jure il 23 dicembre 1970, lo fu de facto a partire dal 20 maggio 1967, data nella quale il MRP venne istituito. Sostenuto solo dalla Francia tra le potenze occidentali, dal 1972 in poi fu sostenuto anche dal leader cinese Mao Zedong, principalmente, a causa della sua posizione antisovietica, ma anche come parte dei tentativi di Mao di creare un blocco di nazioni afroasiatiche guidate da lui.
Lo stato abbandonò il sistema monopartitico de jure il 5 luglio 1990 con la legge n° 90-002. Lo Zaire viene spesso indicato come esempio paradigmatico di cleptocrazia.
L'economia del paese era in ginocchio, e tra il 1970 e il 1989 lo Zaire ricevette numerosi aiuti internazionali (1 miliardo e 100 milioni di dollari dagli Stati Uniti d'America, 7 miliardi dall'Europa, 35 milioni dall'OPEC, 263 milioni dai paesi del blocco comunista). Nonostante questi aiuti e gli immensi giacimenti di materie prime, le condizioni della popolazione restarono critiche, con un tasso di inflazione prossimo al 500% e un livello di disoccupazione intorno al 45%.
Nel frattempo Mobutu accumulava un patrimonio personale stimato tra i 5 e i 9 miliardi di dollari, secondo The Economist, ostentando questa ricchezza sulla scena internazionale (acquistando tra l'altro yacht, auto di lusso e ville in Svizzera, Belgio, Francia e Italia). Nel 1986 la situazione di crisi economica dello Zaire divenne insostenibile, al punto che neppure le violente forme di repressione messe in atto dalle autorità riuscirono a contenere il dilagare delle espressioni di malcontento popolare.

### Le rivolte degli anni '90
Dopo una lunga serie di proteste popolari, nell'aprile del 1990 Mobutu si rassegnò ad accettare la presenza di un Parlamento multipartitico al proprio fianco e a condividere il potere con il presidente del Parlamento stesso. Queste azioni non furono sufficienti a placare l'insofferenza del popolo verso il regime.
Nel 1991 gli stessi militari iniziarono a protestare per i ritardi nel pagamento dei loro salari. La protesta sfociò ben presto in una rivolta. Mentre Mobutu si rifugiava sullo yacht presidenziale (il Kamanyola), ancorato al largo della capitale, la rivolta fu sedata in un bagno di sangue dai pretoriani del presidente, che misero Kinshasa a ferro e fuoco.
Nell'ottobre del 1996 Laurent-Désiré Kabila tornò alla guida dei tutsi del Kivu Sud in lotta contro gli hutu, dando inizio alla prima guerra del Congo, con l'appoggio dei governi del Burundi, dell'Uganda e del Ruanda. Kabila iniziò una ribellione su larga scala contro il governo di Mobutu.

### La caduta
Il 17 maggio 1997 Kabila si nominò capo di Stato, creando un governo di salvezza pubblica e rinominando il paese Repubblica Democratica del Congo. Il 20 maggio 1997 Kabila entrò a Kinshasa. Le sue truppe regolarono a colpi di machete i conti con esponenti e funzionari del regime di Mobutu, che nel frattempo aveva già lasciato il paese.

## Suddivisioni amministrative
Lo Zaire era amministrativamente suddiviso in 11 regioni, praticamente le stesse dell'attuale Repubblica Democratica del Congo, con le stesse estensioni territoriali e gli stessi capoluoghi ma con alcuni nomi diversi: Bandundu (cap. Bandundu), Basso Zaire (Matadi), Equatore (Mbandaka), Kasai Occidentale (Kananga), Kasai Orientale (Mbuji-Mayi), Shaba-Katanga (Lubumbashi), Kinshasa, Maniema (Kindu), Kivu Settentrionale (Goma), Alto Zaire (Kisangani) e Kivu Meridionale (Bukavu).

## Infrastrutture e trasporti
Pur essendo uno Stato molto esteso, conta solo 1500 km di strade asfaltate.

## Economia
La principale attività economica del paese era lo sfruttamento degli enormi giacimenti di materie prime: cobalto, diamanti, uranio, manganese, zinco e altre. Nelle regioni dello Shaba (ex Katanga) e del Kasai, in particolare, ci sono giacimenti di smeraldi, oro, argento, malachite, stagno, cadmio, tungsteno, radio e germanio.

## Sport
Il 30 ottobre 1974 sotto il patrocinio di Mobutu Sese Seko (che utilizzò l'evento a fini propagandistici) si svolse a Kinshasa il match The Rumble in the Jungle, il più celebre incontro della storia del pugilato, nel corso del quale Muhammad Ali sconfisse George Foreman e riconquistò la corona dei pesi massimi. Nello stesso anno la nazionale di calcio ottenne lo storico traguardo della qualificazione alla fase finale del Campionato del Mondo, che si tenne in Germania. La nazionale africana fu eliminata al primo turno dopo tre chiare sconfitte, senza mai andare a segno (Scozia-Zaire 2-0, Jugoslavia-Zaire 9-0 e Brasile-Zaire 3-0).
Uno degli episodi celebri della Coppa del Mondo di Calcio fu la singolare punizione battuta al contrario dal terzino dello Zaire Mwepu. All'85º minuto della gara contro il Brasile, con lo Zaire sotto per 3-0, viene fischiata punizione per il Brasile. Sul pallone Rivelino mitico giocatore del Brasile, tiratore eccezionale dei calci da fermo. All'improvviso dalla barriera si stacca Mwepu, corre verso il pallone e lo scaglia il più lontano possibile. Tutti i giocatori restano increduli, il terzino si becca un giallo e le ironie dei giornali di tutto il mondo. In quei tempi, in Zaire, vigeva la dittatura di Mobutu che voleva sfruttare il calcio per aumentare la popolarità. Dopo le prime due sconfitte, i suoi uomini minacciarono i giocatori di non perdere per più di 3 a 0 altrimenti non sarebbero tornati vivi in patria. È da qui che nasce il gesto di Mwepu, che soltanto nel 2002 ebbe il coraggio di raccontare la verità.”Eravamo già sul 3-0, fui preso dal panico e calciai il pallone lontano. I brasiliani ridevano, ma non capivano cosa io provassi in quel momento". Il Brasile non segnò più e il risultato rimase fermo sul 3-0.

## Influenze culturali
Lo Zaire è soggetto del singolo di genere disco music del 1975 cantato da Johnny Wakelin, In Zaire, che accenna alle condizioni del paese sotto la dittatura, all'evento sportivo The Rumble in the Jungle e all'attivista afroamericano Elijah Muhammad.